# Que le den candela
Que le den candela es una canción escrita por el compositor cubano Jorge Luis Piloto para Celia Cruz incluida por primera vez en el álbum "Irrepetible", grabado en 1994 y posteriormente incluida en numerosos recopilatorios de salsa. Entre otros recopilatorios la canción aparece Hits Mix 2002, y en Su Música por el Mundo en Vivo (2008). Está considerada una de las diez canciones más destacadas de Celia Cruz.
En la canción aconseja a una amiga a abandonar una relación tóxica y rebelarse contra el maltrato.

## Historia de la canción
El compositor Jorge Luis Piloto explicó en una entrevista realizada por Alexis Valdés en 2020 que su esposa trabajaba en Sony, siempre se encontraba con el equipo de Celia Cruz y le pedían que escribiera una canción a Celia. En un principio dudaba porque el compositor estaba "en la onda de canciones de amor y de pasiones" (...) pero me dicen, no tienes que hacer una canción a la pasión... puedes hacer una canción a la experiencia"  Así nació la letra de la canción:  "Celia dándole un consejo a esta muchacha que está en medio de una relación tóxica... Este hombre que tu tienes no está en nada, en vez de enamorarte te desgasta, no tiene buenos modales y no es atento contigo, ese hombre no se merece que le den tanto cariño... que le den candela, que le den castigo, que lo metan en una olla y se cocine en su vino..." explica Piloto.

## Otras versiones
- María Toledo y María Jiménez  en Uñas rojas (2012)[4]
- Salsa All Stars. Las #1 En Salsa (2004)
- Latin Rhythm. Cuando, Cuando Salsa (2012)
- Orquesta La Sabrosa. Vamos! Vol.8: Salsa and Merengue (2002)